# Pall
För andra betydelser, se Pall (olika betydelser).

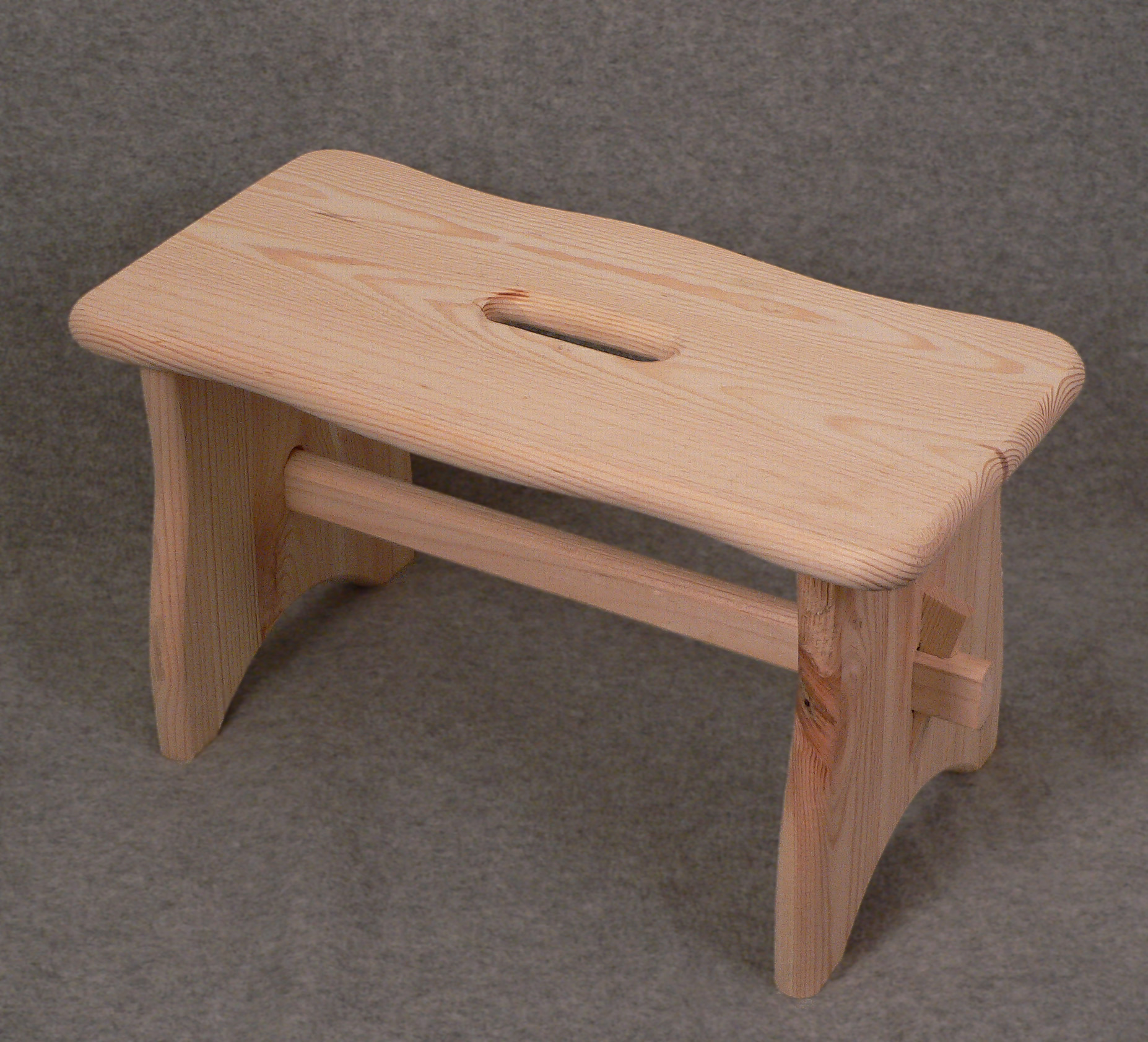
Låg pall av hantverksmässig tillverkning.

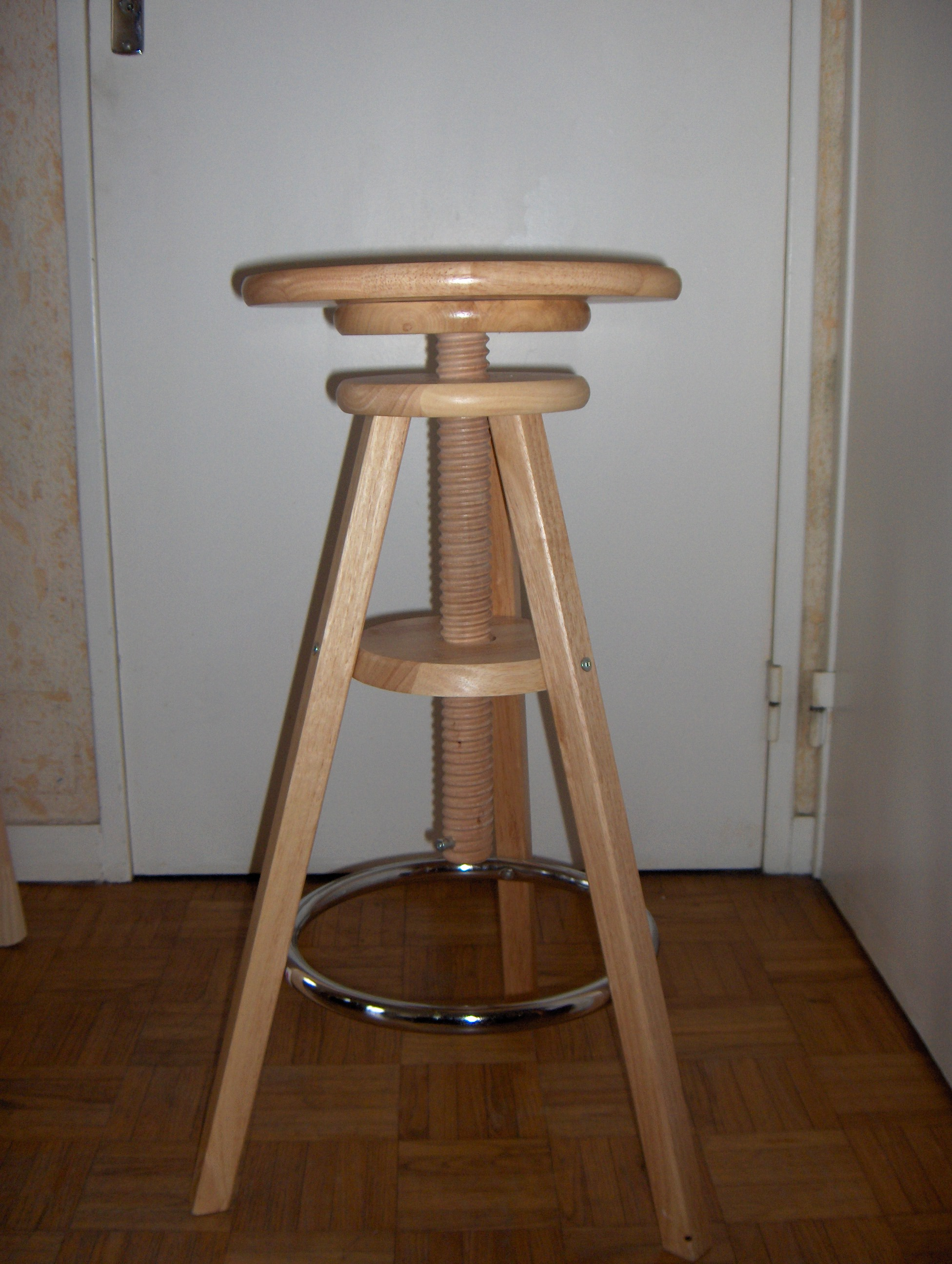
Fabrikstillverkad pall med varierbar höjd.

Pall är en enklare sittmöbel med tre eller fyra ben utan varken ryggstöd eller armstöd.
Ett sekundärt användningsområde för pallar är att man kan kliva upp på dem i syfte att nå högre upp, exempelvis till den övre hyllan i ett skåp. Vissa pallar har inbyggda trappsteg för att underlätta detta och kan då kallas stegpallar.